# Kevin Hansen (volley-ball)
Pour les articles homonymes, voir Kevin Hansen.
Kevin Hansen est un joueur américain de volley-ball, né le 19 mars 1982 à Newport Beach (Californie). Il mesure 1,96 m et joue passeur. Il totalise 25 sélections en équipe des États-Unis. Il présente la particularité d'être sportif de haut niveau tout en étant diabétique.

## Clubs
| Club                 | Pays       | De        | À         |
| -------------------- | ---------- | --------- | --------- |
| Cardinal de Stanford | États-Unis | 2000-2001 | 2004-2005 |
| Castelo da Maia GC   | Portugal   | 2005-2006 | 2005-2006 |
| PAOK Salonique       | Grèce      | 2006-2007 | 2006-2007 |
| Stade Poitevin       | France     | 2007-2008 | 2007-2008 |
| Fakel Novy Urengoi   | Russie     | 2008-2009 | 2010-2011 |
| Arkas Spor           | Turquie    | 2011-2012 | 2012-2013 |

## Palmarès
- Jeux Olympiques (1)
  - Vainqueur : 2008
- Ligue mondiale (1)
  - Vainqueur : 2008
- Championnat de France de volley-ball masculin
  - Finaliste : 2008